# Üçkuyu, Kulp
Üçkuyu là một xã thuộc huyện Kulp, tỉnh Diyarbakır, Thổ Nhĩ Kỳ. Dân số thời điểm năm 2008 là 86 người.